# Parque nacional de Chobe

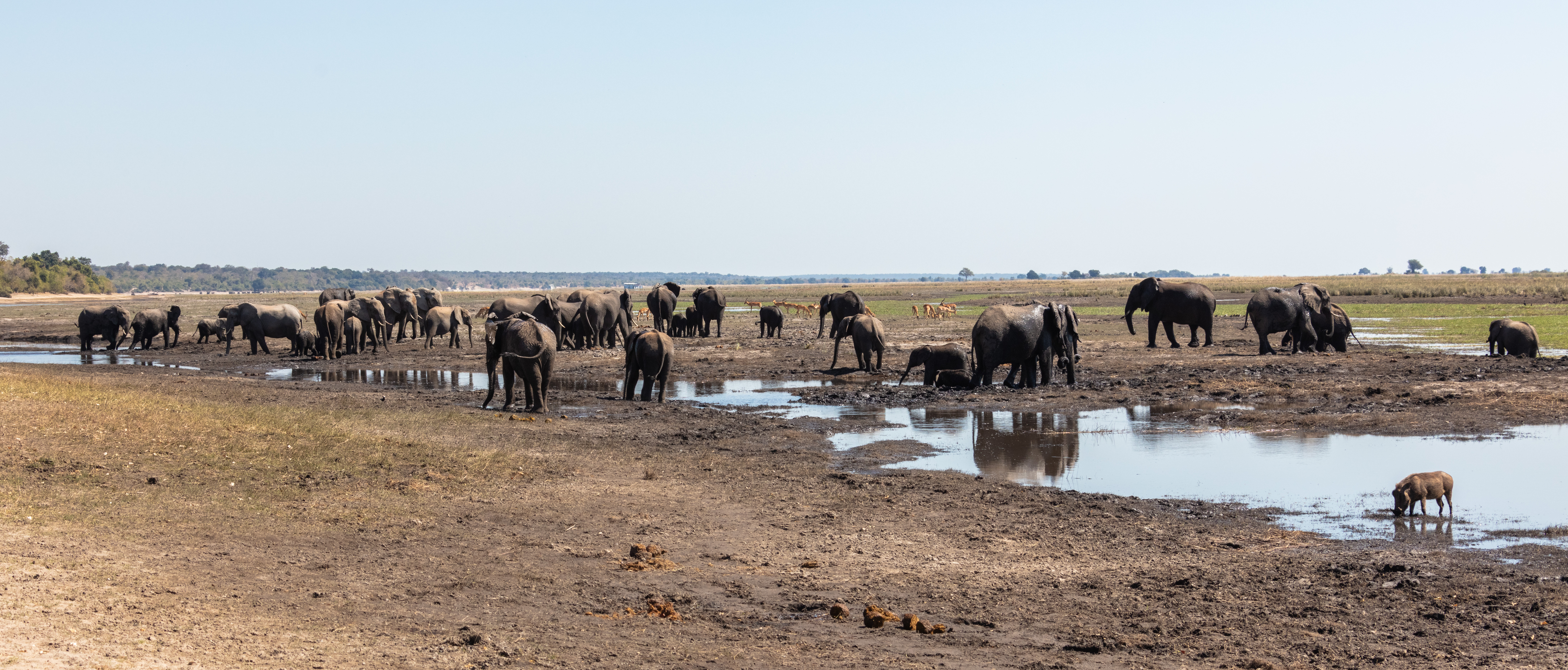
Manada de elefantes africanos de sabana (Loxodonta africana) junto al río Chobe.

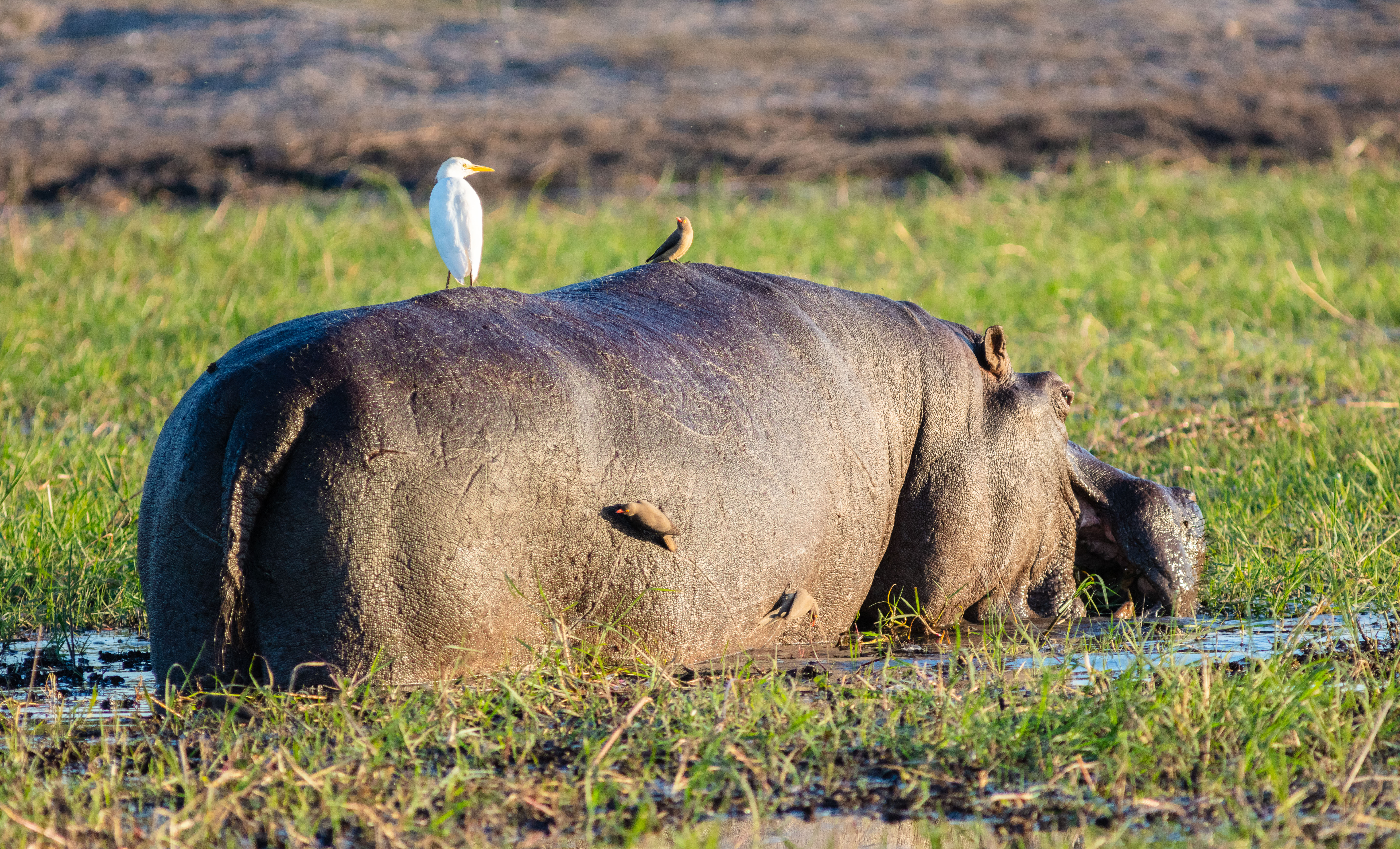
Hipopótamo (Hippopotamus amphibius) en el río Chobe.

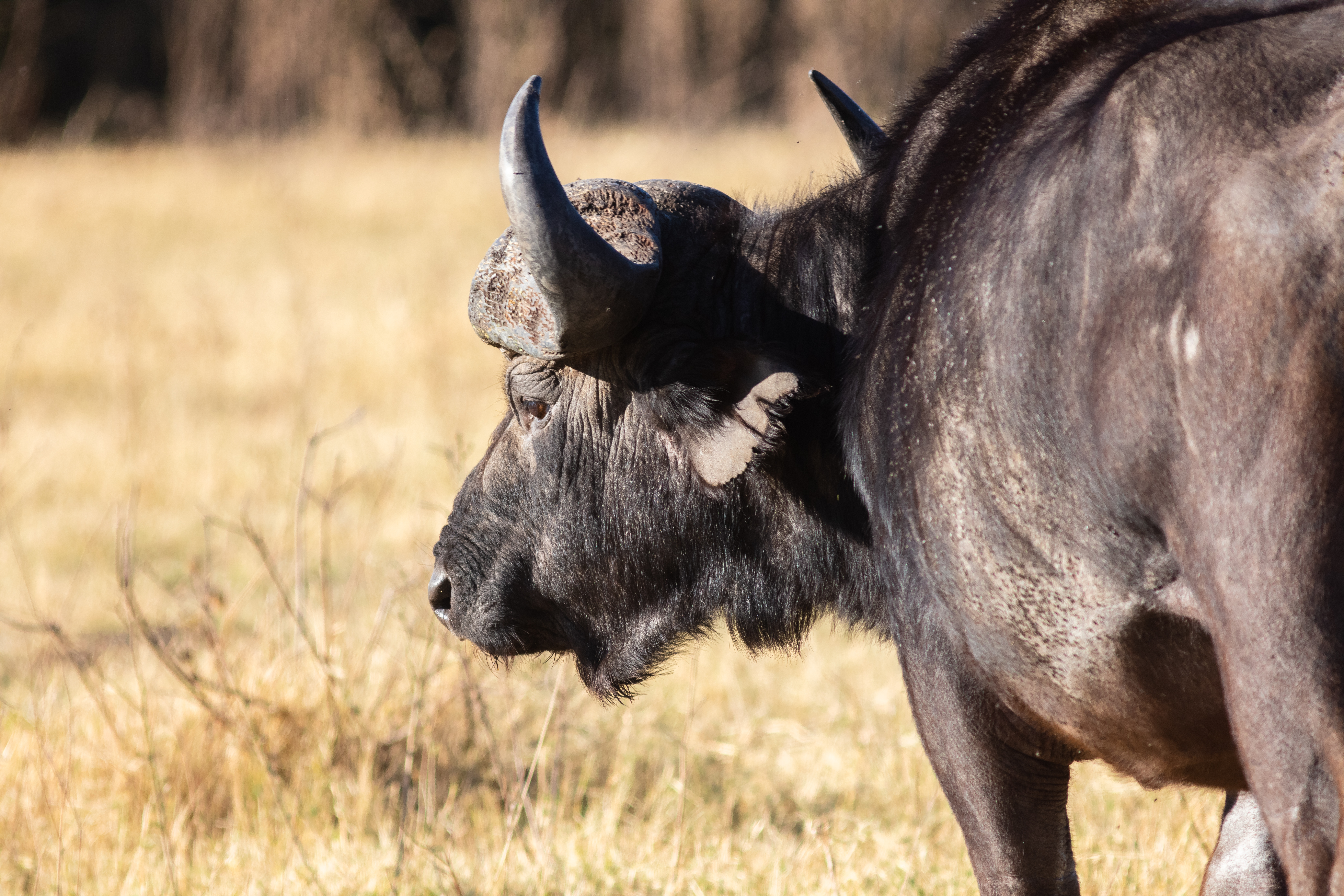
Búfalo africano negro (Syncerus caffer caffer).

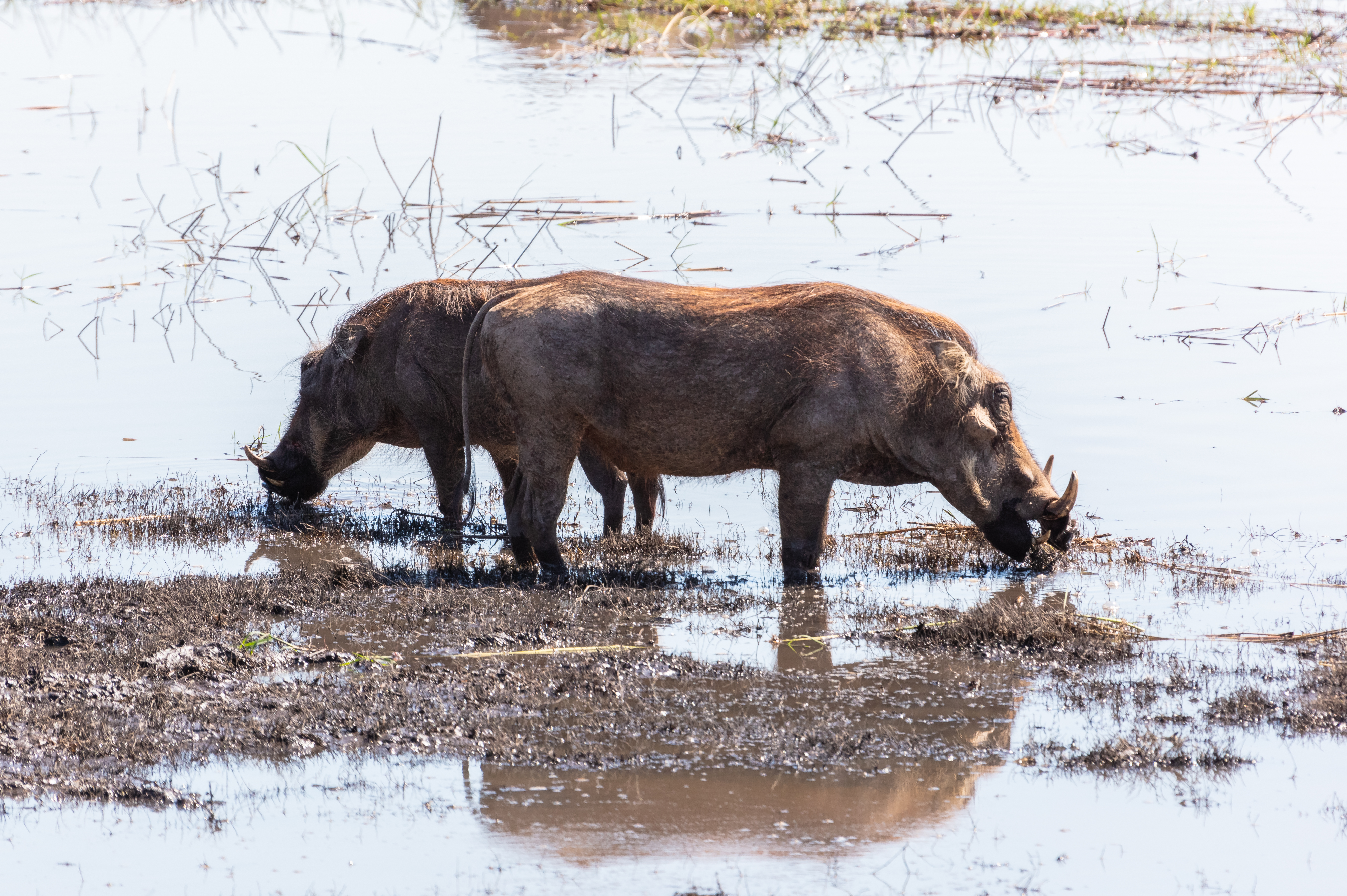
Facoceros comunes (Phacochoerus africanus).

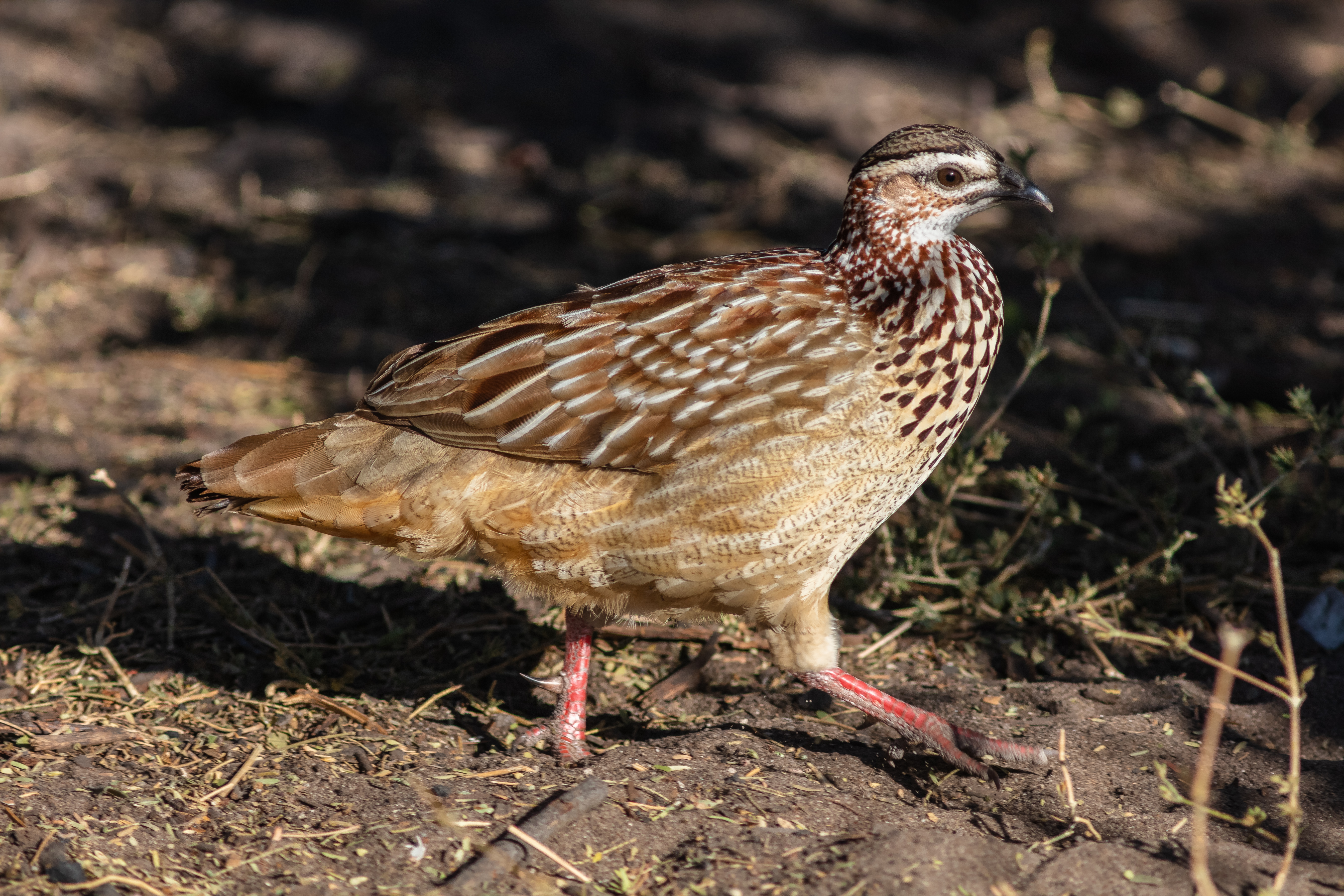
Francolín capirotado (Dendroperdix sephaena).

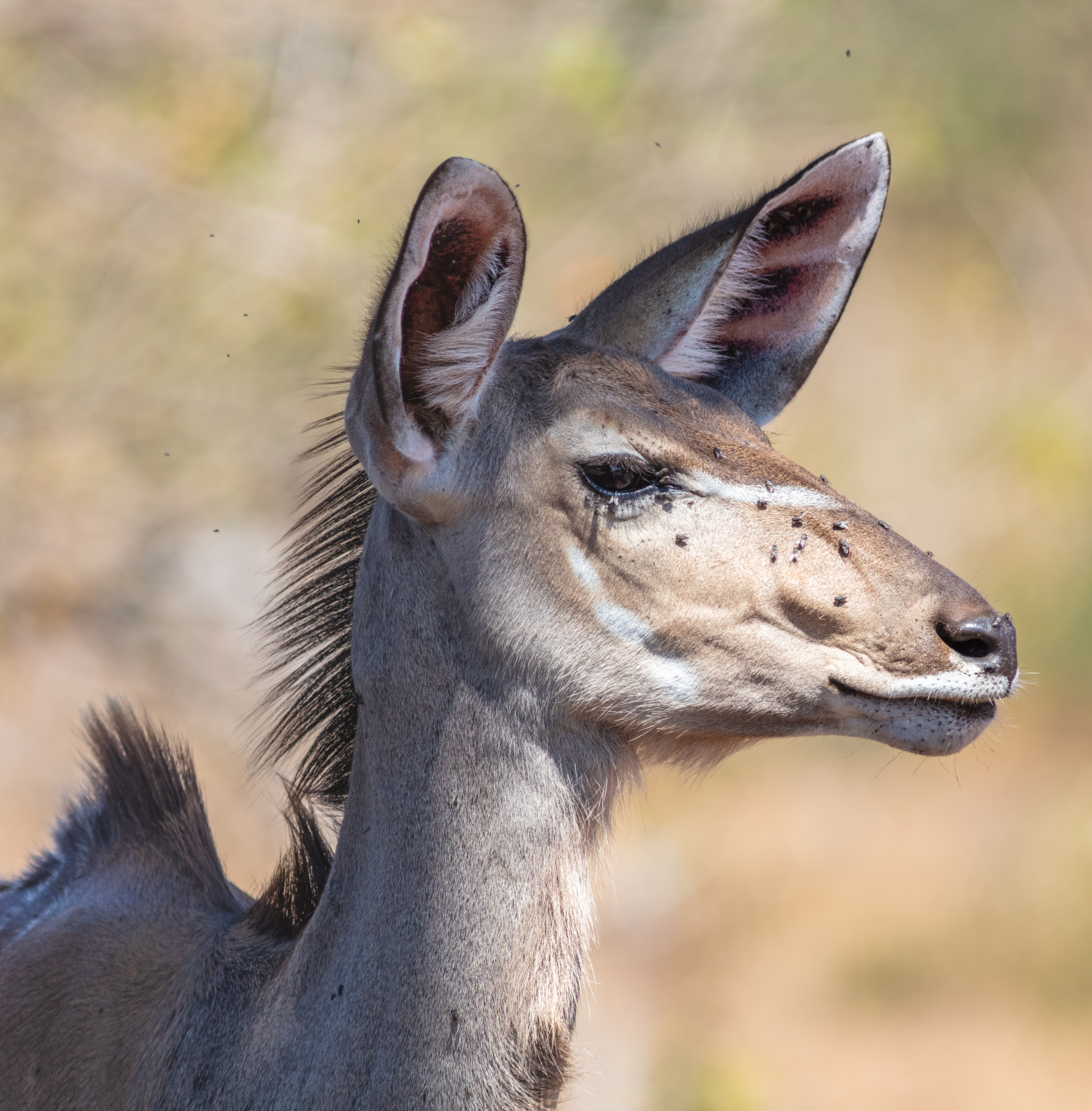
Gran kudú (Tragelaphus strepsiceros).

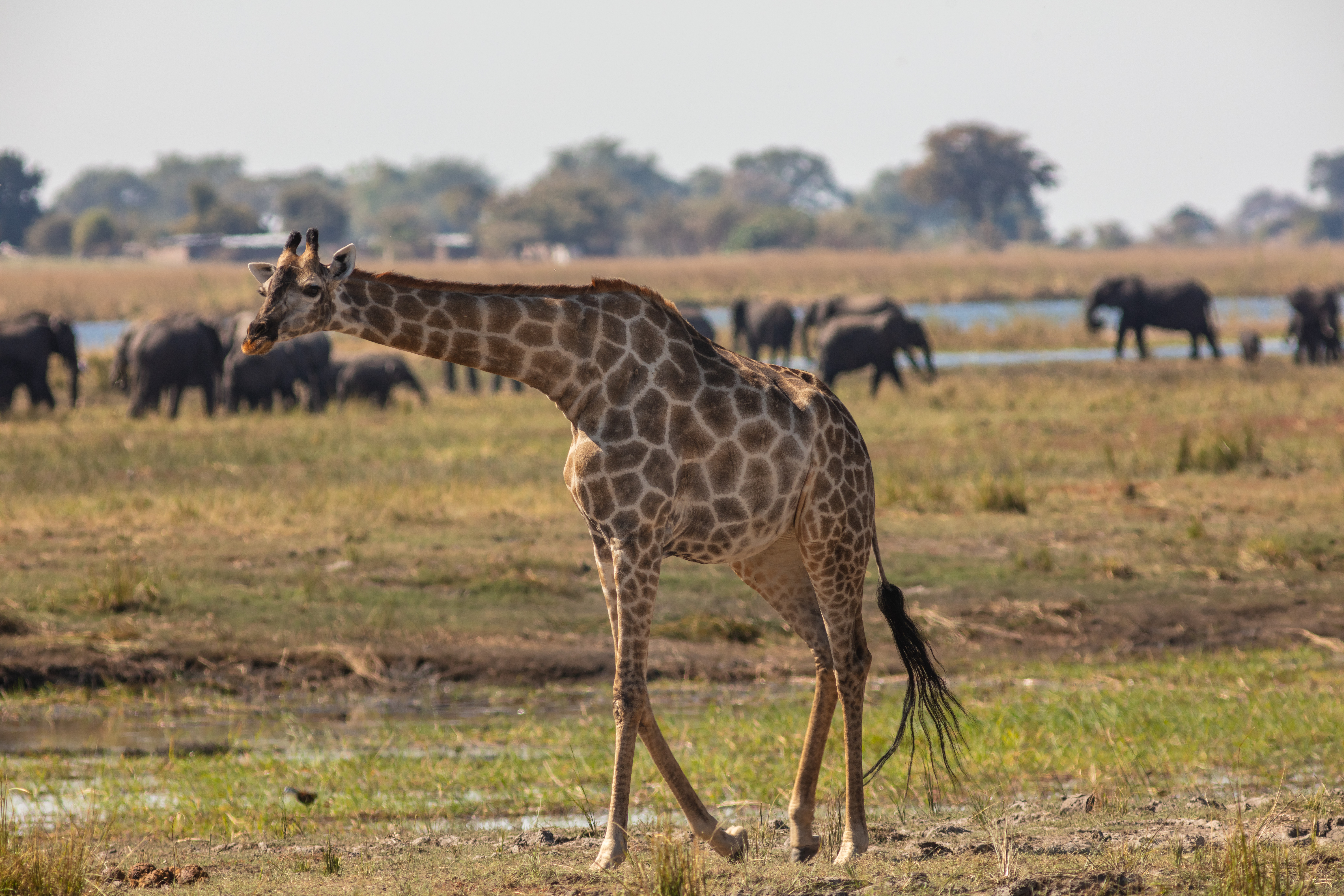
Jirafa (Giraffa camelopardalis).

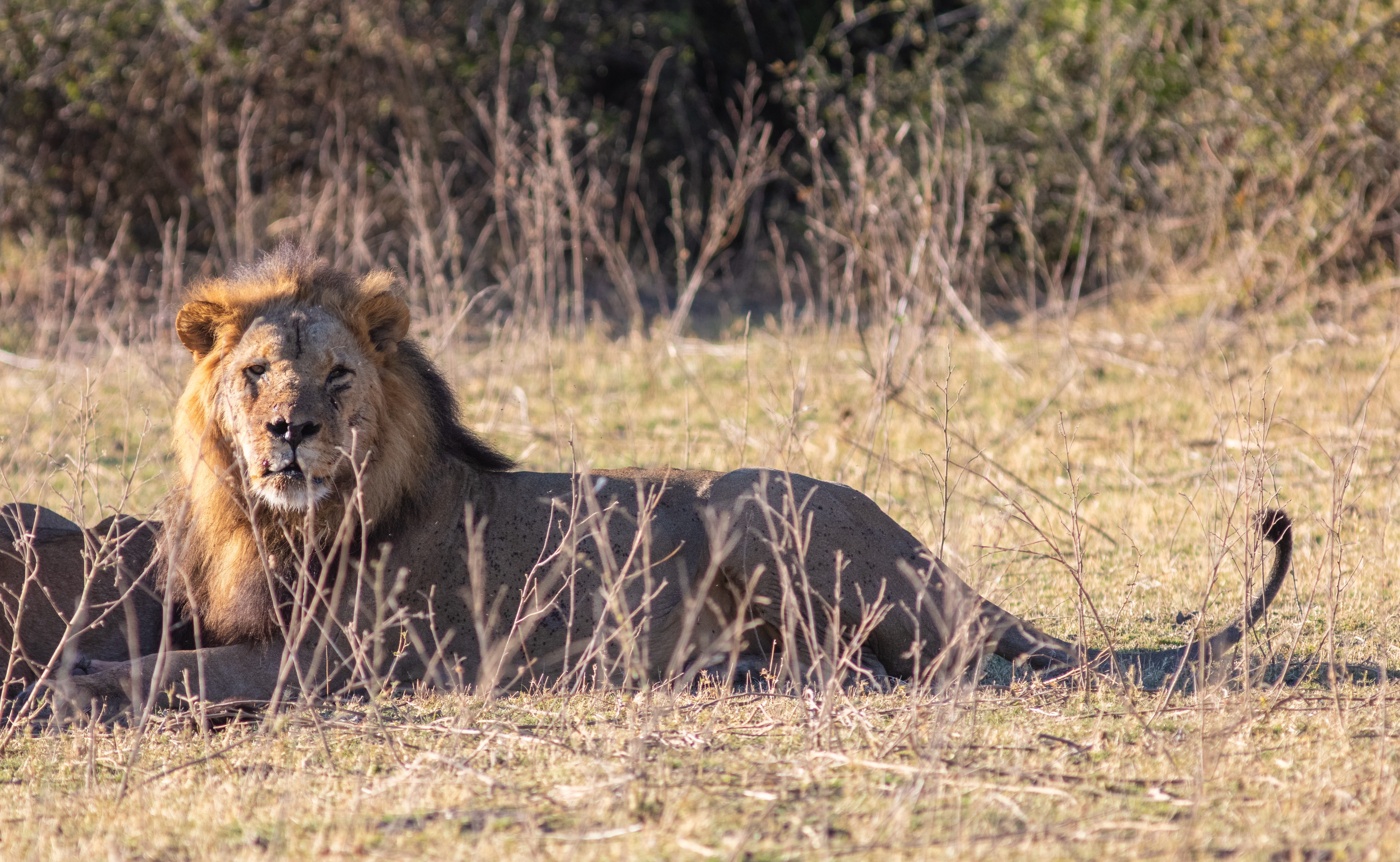
León (Panthera leo).

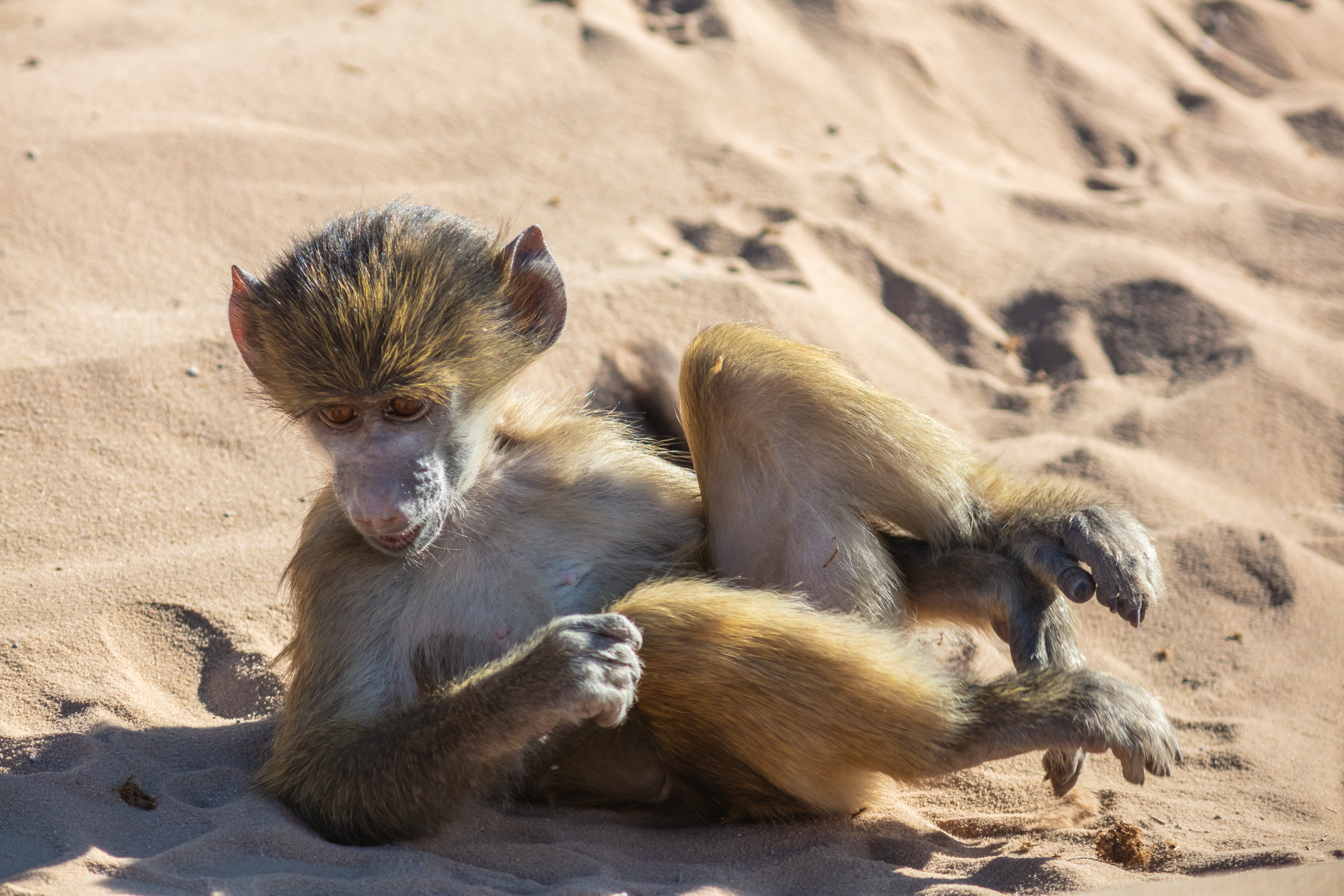
Papión chacma (Papio ursinus).

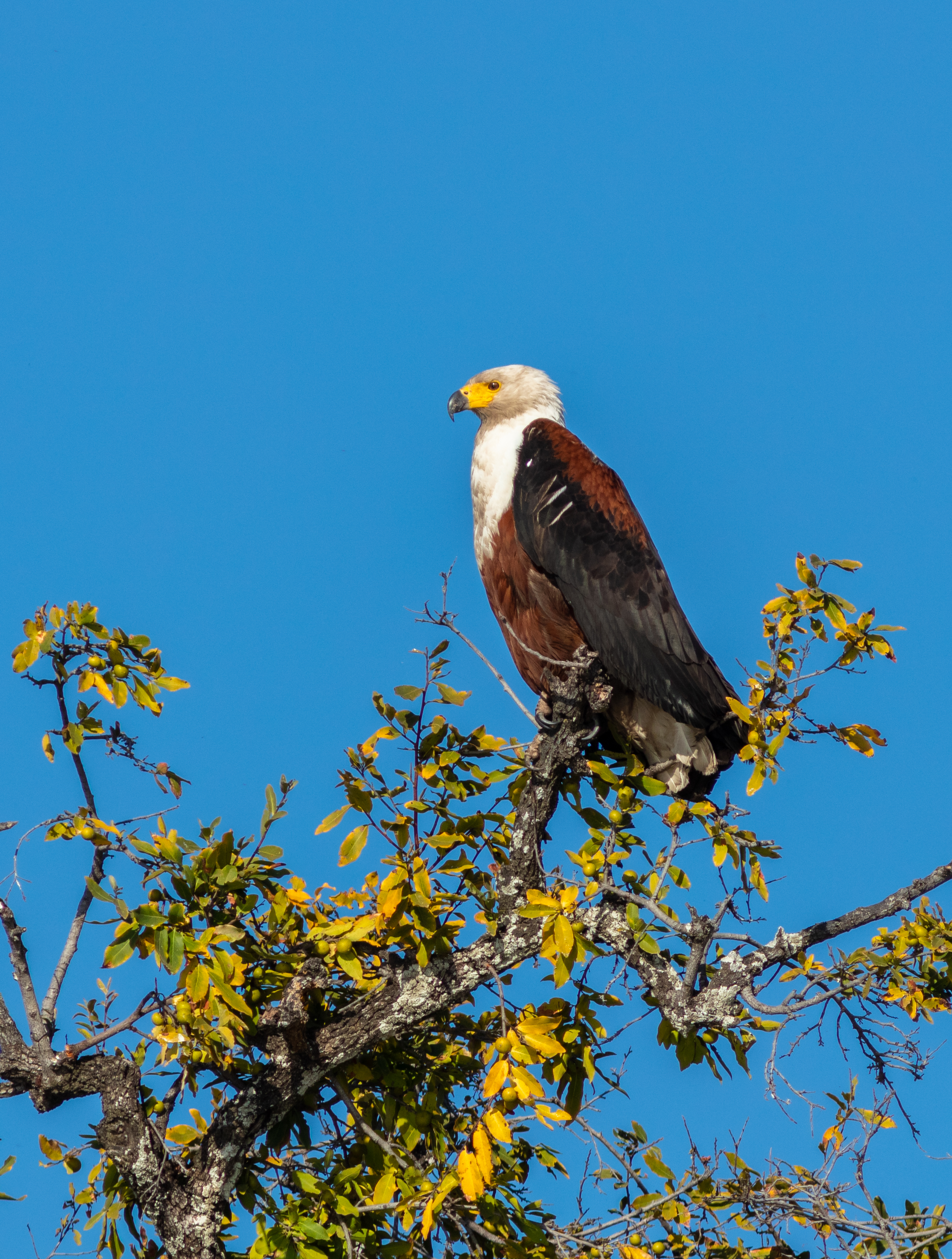
Pigargo vocinglero (Haliaeetus vocifer).

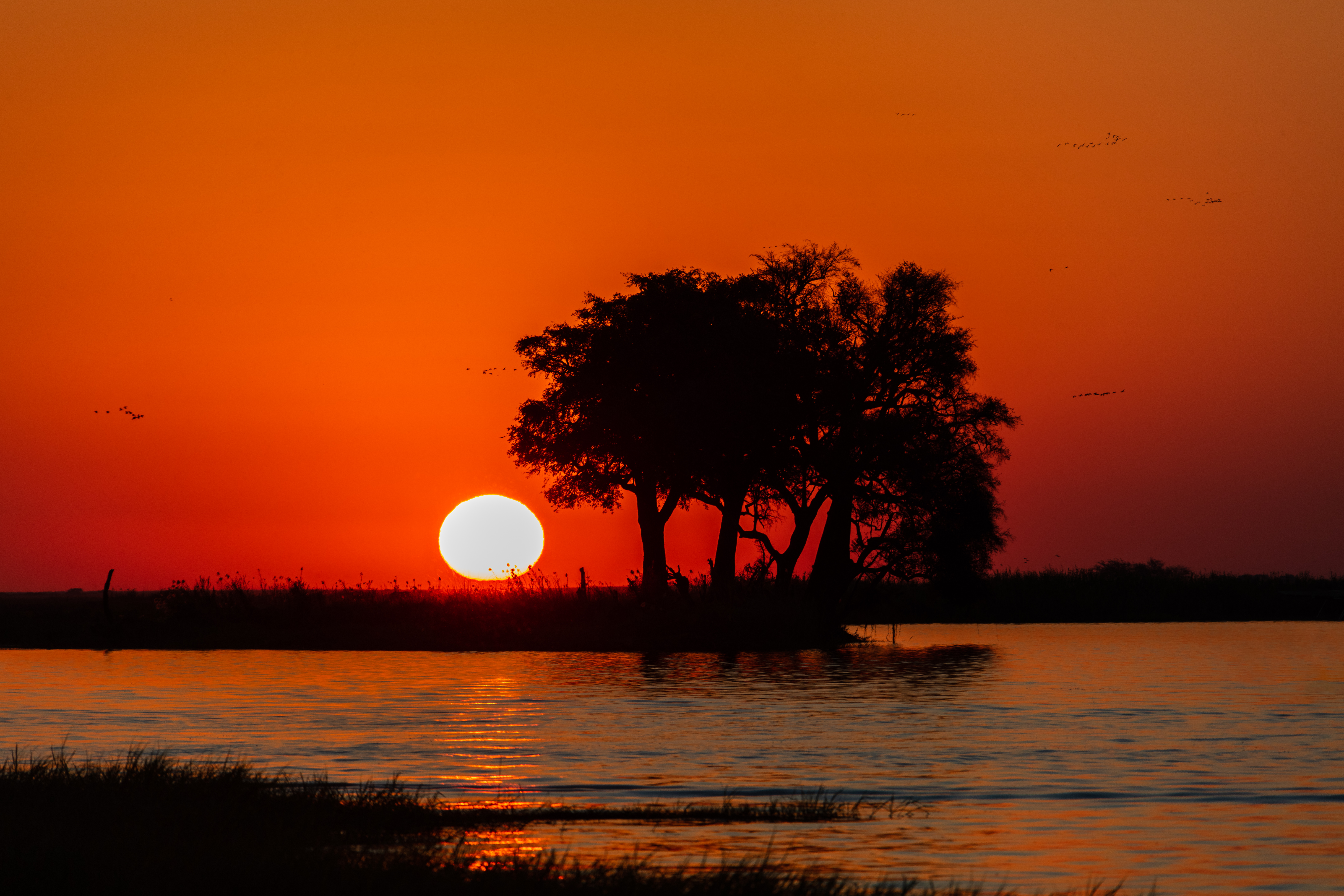
Puesta de sol en el río Chobe, parque nacional de Chobe:

El Parque Nacional de Chobe se encuentra en el desierto del Kalahari, cerca de la ciudad de Kasane al norte de Botsuana. Está entre los 23º50'E y los 25º10'E, y entre los 17º45'S y los 19º25'S. Tiene una superficie de 11.700 kilómetros cuadrados, que lo convierten en la tercera reserva más grande de ese país, después de la Reserva de caza del Kalahari Central y el Parque transfronterizo de Kgalagadi. Después de Gemsbok, es el segundo parque de Botsuana.
Sus elefantes, cebras, búfalos cafres, bosboks, pukus, e hipopótamos son una importante atracción turística.

## Ecosistemas
El río Chobe nace en las tierras altas de Angola y fluye en dirección sudeste. Antes de llegar a Botsuana cambia de rumbo al encontrar la línea de falla del extremo sur del Gran Valle del Rift. Entonces recibe el nombre de Kuando. Una vez en Botsuana se llamará Linyanti; luego se llamará Itenge y por fin, cerca de la puerta de Ngoma se acabará llamando Chobe. En esta zona el río se remansa y en ocasiones parece fluir al revés. La vegetación es tan rica en esta región que el número de elefantes que se pueden ver es extraordinario.
El parque puede dividirse en cuatro áreas, cada una correspondiente a un ecosistema:
- Área de Serondela. Situada en el extremo nordeste del parque, ocupa el lecho de inundación del río Chobe. Es la zona más visitada del parque, ya que aquí vienen a beber los elefantes, hay hipopótamos y pueden verse jirafas, antílopes y leones.

- Área de Savuti. Como contraste con la anterior, es una más zona desértica, a occidente del parque. está dividida en varias partes. Posee una zona inundable, la parte más baja de la depresión de Mababe, conocida como "pantano de Savuti". Las "colinas de Savuti" están formadas por cerros testigo de origen volcánico, relacionados con la actividad volcánica del Valle del Rift. Se cree que la ladera oriental de las colinas, muy vertical, lindaba con el antiguo lago del Okavango, de 60.000 kilómetros cuadrados. En esa orilla se encuentra la cresta arenosa de "Magwikhwe", que se habría formado junto al lago, y que también forma parte de Savuti.

- Área de Linyanti. Situada en la esquina noroeste del parque y al norte de Savuti, sigue el río Linyanti. Es una zona pantanosa donde se concentran numerosos animales. Está rodeada de zonas de caza.

- Área de Nogatsaa/Tchinga. Situada entre los valles de Linyanti y Savuti, es una zona más alta y seca, no muy espectacular, donde abunda el mopane, y donde se pueden ver elands y en la época de lluvias se refugian los animales.

## Historia
Los habitantes originales del área eran la gente San - los cazadores y recolectores nómadas que se movían constantemente en busca de agua, alimento y animales salvajes. Otros grupos, como los Basubiya y Batawana se unieron a los San. En 1931 se presentó la idea de crear un parque nacional para proteger la fauna contra la extinción, pero oficialmente no fue nombrado una reserva hasta 1960. Siete años más tarde, la reserva fue declarada parque nacional, y los límites se han ampliado considerablemente desde ese momento.

## Turismo
El parque nacional de Chobe tiene una importante población de elefantes, que ha estado aumentando constantemente durante el siglo XX y se estima actualmente en unos 120 000. El elefante de Chobe es migratorio, realizando migraciones de hasta 200 km de los ríos Chobe y Linyanti, donde se concentran en la estación seca, hasta las depresiones del sureste del parque, donde se dispersan en la temporada de lluvias.
Además de los elefantes, se puede ver mucha otra fauna, especialmente en los meses secos del invierno. Es en estas fechas cuando las grandes concentraciones de elefante, búfalo, cebra, jirafa, impala y otros animales se concentran a lo largo del río para beber. El parque nacional de Chobe es un destino importante para el avistamiento de vida silvestre de todo tipo, y una opción de safari que el viajero no se puede perder, especialmente los safaris en el río.

## Clima
Puesto que Botsuana se encuentra en el hemisferio sur, las estaciones están invertidas respecto al hemisferio norte, y por la situación del país en el trópico, las lluvias son estacionales y de carácter monzónico.
El mes más caluroso en Chobe es octubre, con temperaturas máximas de 36 °C y mínimas de 20 °C. Durante el invierno austral, los meses más fríos son junio y julio, con una mínima de 6 °C y una máxima de 25 °C. Es muy raro que las temperaturas bajen de cero grados centígrados.
La humedad está entre el 42 y el 78 por ciento durante el pico de la estación húmeda, en enero y febrero, y entre el 20 y el 40 por ciento en la estación seca, de septiembre a octubre. La estación húmeda se inicia entre noviembre y diciembre, y acaba entre marzo y abril. En la estación seca puede llover algún día. La precipitación media está entre los 550 y los 650 mm anuales.

## Mamíferos presentes en Chobe
El viajero que acude a Chobe puede comprar un mapa detallado del lugar en las gasolineras. En el mismo mapa, The Shell map of the Chobe National Park, hay una lista de los animales que pueden verse en el parque.
- Loxodonta africana - elefante africano
- Hippopotamus amphibius - hipopótamo común
- Giraffa camelopardalis - jirafa
- Phacochoerus africanus - facocero
- Phacochoerus aethiopicus - facocero oriental
- Syncerus caffer - búfalo cafre
- Taurotragus oryx - eland común
- Tragelaphus strepsiceros - gran kudú
- Tragelaphus spekii - sitatunga
- Tragelaphus scriptus - antílope jeroglífico o bosbok
- Connochaetes taurinus - ñu azul o listado
- Damaliscus lunatus - topi
- Hippotragus niger - antílope sable
- Hippotragus equinus - antílope ruano o equino
- Kobus ellipsiprymnus - antílope acuático
- Kobus leche - antílope lichi
- Kobus vardonii - pucú
- Redunca arundinum - redunca común o meridional
- Aepyceros melampus - impala
- Sylvicapra grimmia - duiker común o gris
- Raphicerus campestris - raficero común o steenbok
- Ceratotherium simum - rinoceronte blanco
- Diceros bicornis - rinoceronte negro
- Equus burchelli - cebra de Burchell
- Crocuta crocuta - hiena manchada
- Hyaena brunnea - hiena parda
- Proteles cristatus - lobo de tierra o proteles
- Lycaon pictus - licaón o perro salvaje africano
- Canis mesomelas - chacal común o de lomo negro
- Canis adustus - chacal rayado
- Otocyon megalotis - zorro orejudo u otoción
- Civettictis civetta - civeta africana
- Genetta genetta - jineta común
- Mungos mungo - mungo o mangosta listada
- Galerella sanguinea - mangosta rufa
- Helogale parvula - mangosta enana
- Panthera leo - león
- Panthera pardus - leopardo
- Acinonyx jubatus - guepardo
- Caracal caracal - caracal (también Felis caracal)
- Leptailurus serval - serval (también Felis serval)
- Felis silvestris lybica - gato montés africano
- Aonyx capensis - nutria inerme de El Cabo
- Mellivora capensis - ratel o tejón melero
- Ictonyx striatus - zorrilla líbica o norteafricana
- Orycteropus afer - cerdo hormiguero
- Manis temminckii - pangolín de Temmick o terrestre
- Papio ursinus - papión chacma o papión negro
- Cercopithecus aethiops - cercopiteco verde o tota (también Chlorocebus aethiops)
- Galago senegalensis - gálago menor
- Lepus saxatilis - liebre de los matorrales
- Paraxerus cepapi - ardilla arborícola africana ?
- Pedetes capensis - liebre de El Cabo o liebre saltadora
- Hystrix africaeaustralis - puercoespín de El Cabo